# 杨岞生
杨岞生（1928年—），男，福建福州人，中国空气动力学家，曾任南京航空学院教授、博士生导师。